# Daniele Bonera
Daniele Bonera, född 31 maj 1981 i Brescia, är en italiensk före detta fotbollsspelare som spelade som försvarare. Han är idag assisterande tränare för sin tidigare klubb Milan.
Bonera spelade i början av 2000-talet som en ung talang i Brescia Calcio. Han köptes  2002 av Parma FC. 2006 köptes han av AC Milan där han stannade i hela nio säsonger. Han avslutade karriären efter en tid i Villarreal.

## Meriter
- Serie A: 2010/2011
- Italienska supercupen: 2011
- Uefa Champions League: 2006–07
- Uefa Super Cup: 2007
- VM för klubblag: 2007

## Landslagsuppdrag
- U21-landslaget: 29 matcher
- A-landslaget: 16 matcher